# Eptesicus kobayashii
Eptesicus kobayashii (Пергач Кобаяші) — вид рукокрилих родини Лиликові (Vespertilionidae).

## Поширення
Країни проживання: Корея (КНДР). Немає інформації про середовище проживання і екологію цього виду.

## Загрози та охорона
Немає ніякої інформації про загрози цьому виду.